# Las tres sombras
Las tres sombras (francés: Les Trois Ombres) es una escultura en bronce del artista francés Auguste Rodin que forma parte de su grupo escultórico La puerta del infierno. Fue concebida en 1885. La obra se caracteriza por estar en la parte superior del entablamento, situada de forma que la postura de los cuerpos señala hacia el centro de la puerta y hacia El pensador. Posteriormente a su incorporación en La puerta, Rodin creó una versión monumental para ser presentada de forma independiente. Una versión agrandada, hecha por Henri Lebossé, fue creada en 1901 como grupo autónomo.

## Descripción

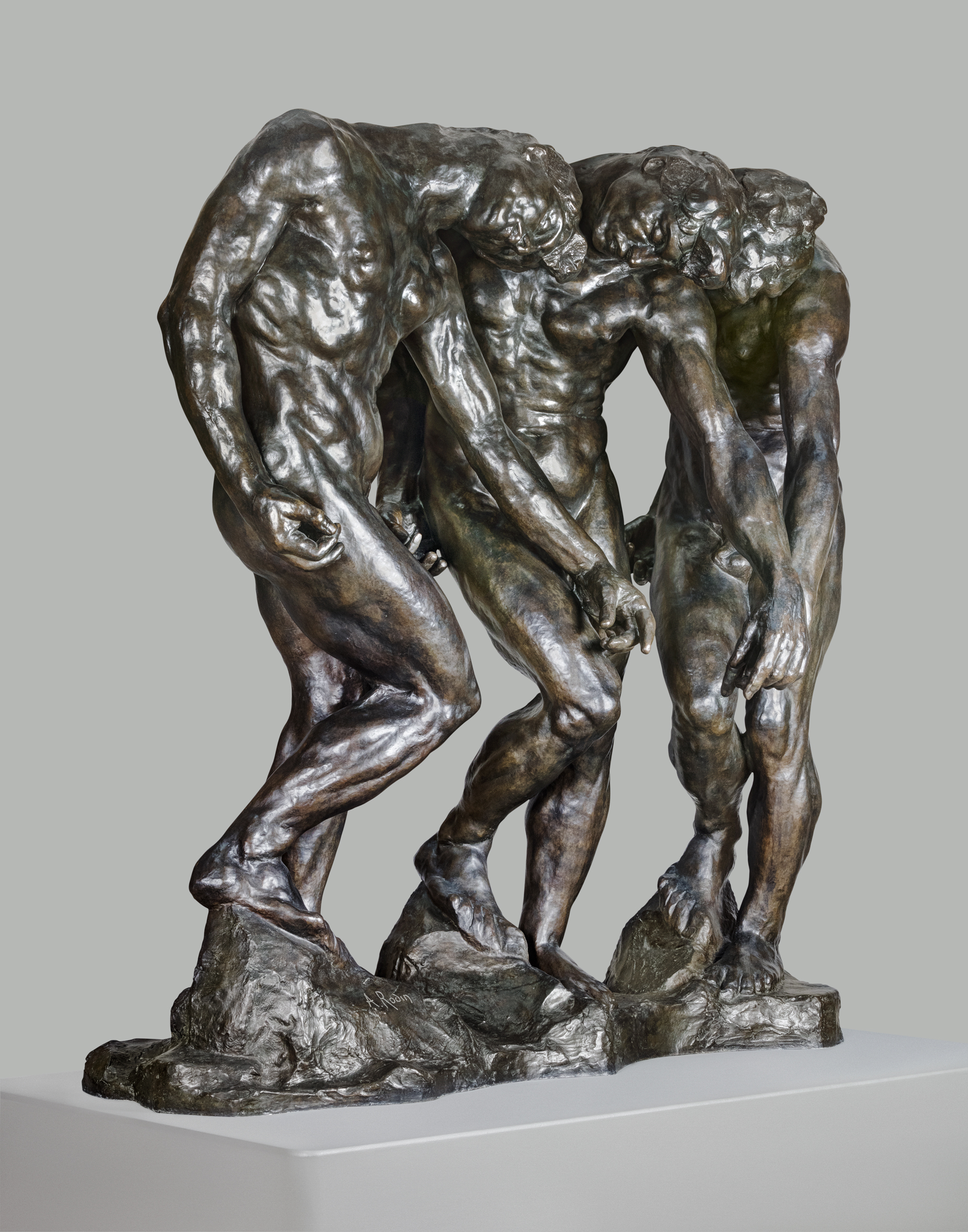
Las tres sombras en el Museo Soumaya, Ciudad de México.

Las tres sombras son una repetición de La sombra, que de acuerdo con Judith Cladel proviene del primer estudio de Adán o La creación del Hombre. Sin embargo, existen varias diferencias entre ambas esculturas: La sombra es menos contorsionada, no hay mucha tensión en la pierna derecha, la posición del cuello es más pronunciada que en Adán, tiene un músculo trapecio más largo y en esta posición la cabeza podría dañar el plexo braquial. Insatisfecho con la primera figura de Adán por su proximidad con el estilo de Miguel Ángel, Rodin la destruyó y realizó una segunda versión que se exhibió en el Salón de París de 1881.
En algún momento entre 1881 y 1886, Rodin decidió agrupar La sombra en la cima de La puerta. En esa versión las figuras no tienen la mano derecha, como representación de la impotencia de las almas condenadas al infierno. En una litografía publicada en la edición de febrero de 1888 de L'art français se muestra la parte superior del portal y se aprecia la falta de estas manos. De acuerdo con Elsen y Frankel, es posible que Las tres sombras fueran creadas originalmente con manos y después fueron eliminadas por Rodin.
Las figuras individuales de Las tres sombras fueron también presentadas al público en un conjunto escultórico distinto, titulado Los tres suicidas. Esta no es la única ocasión en la que usa repeticiones de una misma figura, como se puede observar en otras de sus obras como Las tres faunas o El secreto, en el que usa el mismo modelo de la mano
Rodin decidió no grabar el epígrafe de La Divina Comedia de Dante que aparece en la puerta del infierno pero su intención fue crear una alegoría de la misma frase con la postura y posición de las sombras, de forma que apuntan hacia El pensador, quien fue concebido inicialmente como Minos de Creta y después se convirtió en la imagen de Dante Alighieri. Rodin les coloca movimientos violentos, pero sin sobrepasar ningún contorno del cuerpo, buscando destacar más el movimiento y el equilibrio que tienen los cuerpos.

## Localizaciones
Existen originales múltiples de Las tres sombras en:
- Museo Rodin en París, realizada por la fábrica de fundiciones Alexis Rudier en 1928[7]
- Museo Metropolitano de Arte (Met) en Nueva York, realizada por la fábrica de fundiciones Georges Rudier en 1969[8]
- Museo Soumaya en la Ciudad de México

## Galería

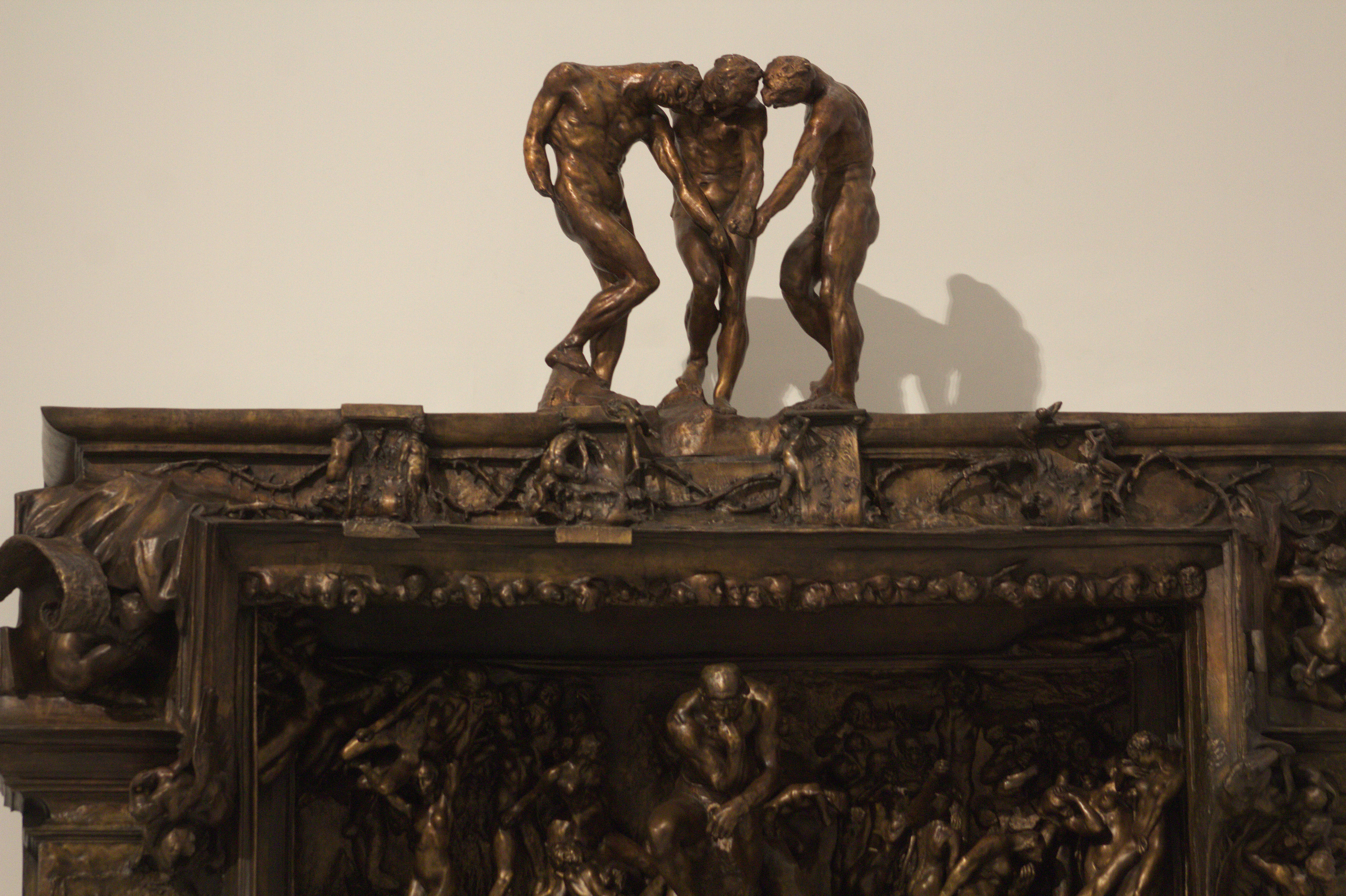
Las tres sombras sobre La puerta del infierno en el Museo Soumaya
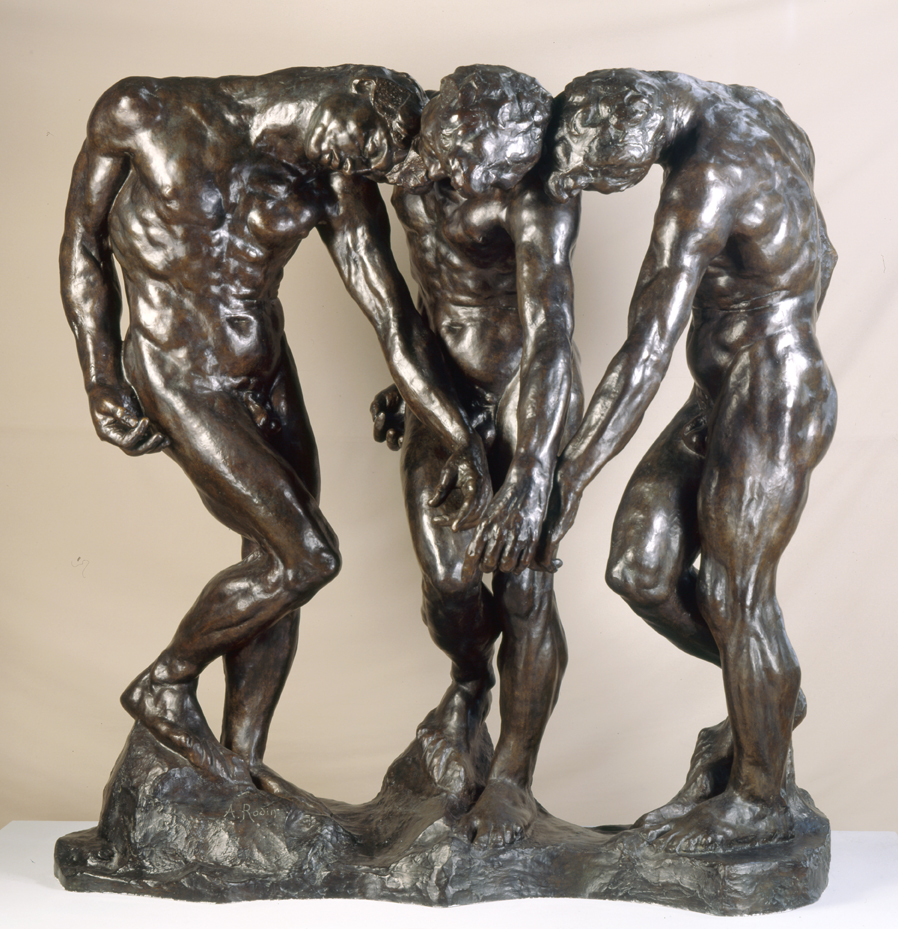
Las tres sombras
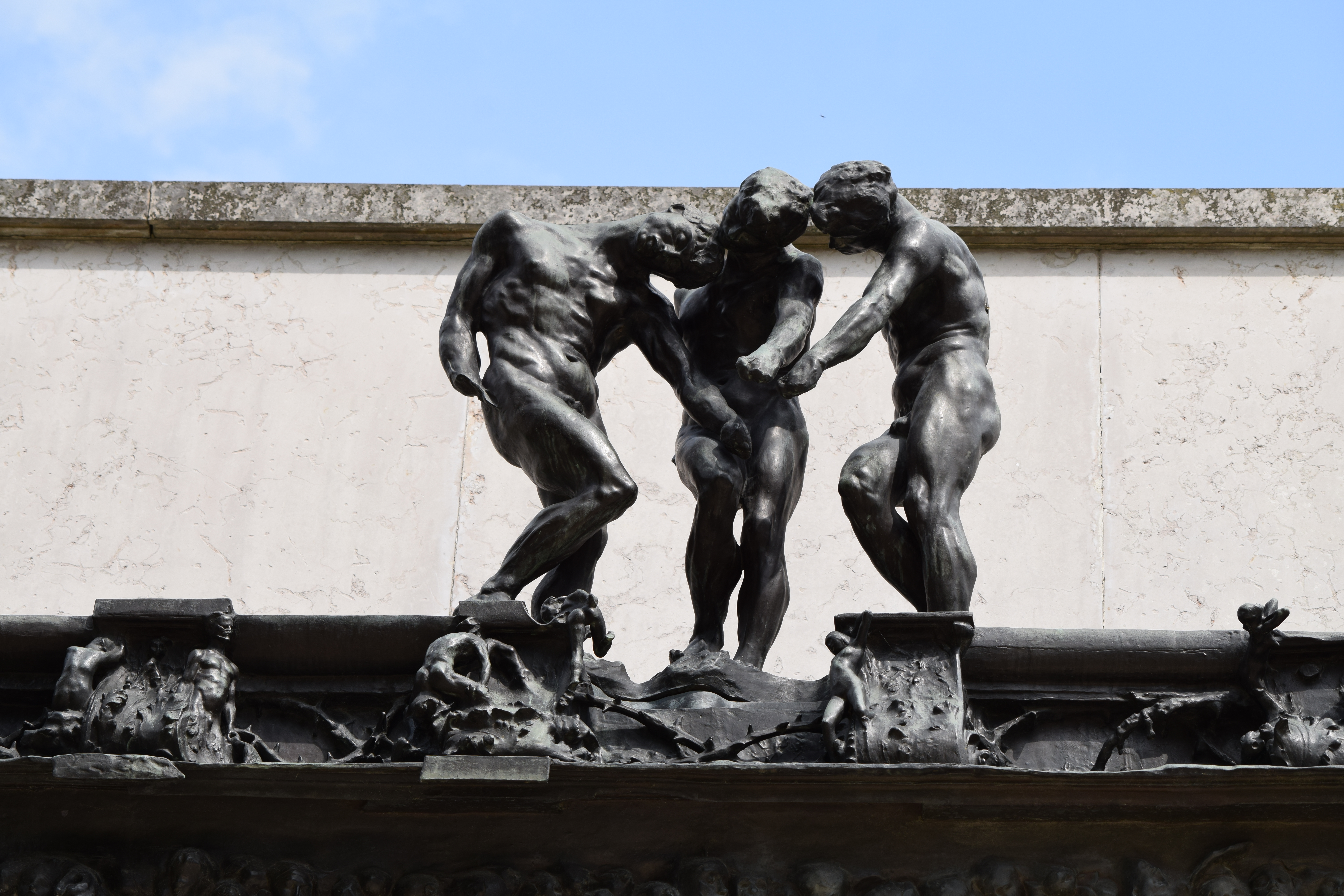
Las 3 sombras de la puerta del infierno del Museo Rodin
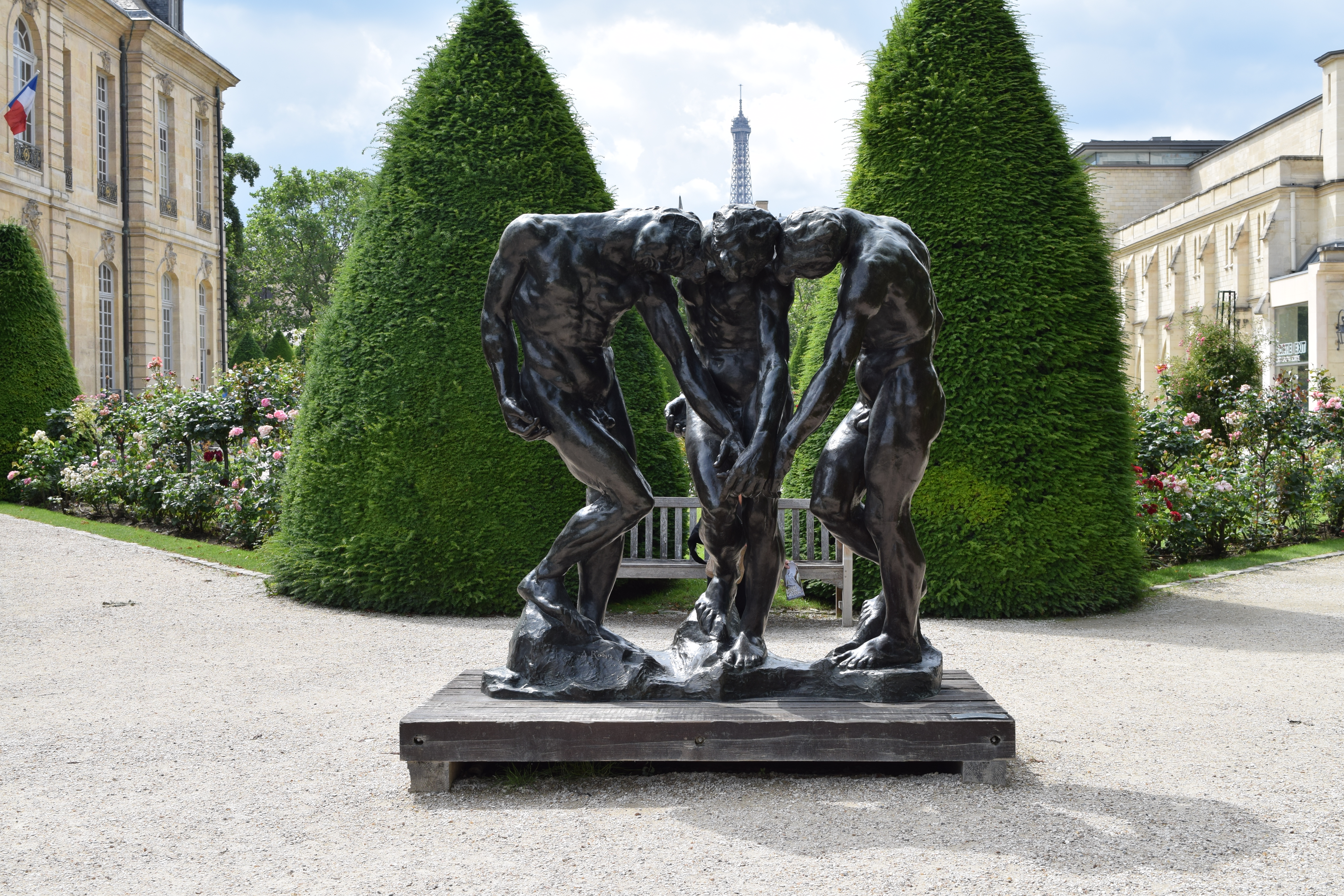
Las tres sombras del Museo Rodin